# Araneus orgaos
Araneus orgaos Levi, 1991 è un ragno appartenente alla famiglia Araneidae.

## Distribuzione
L'olotipo femminile è stato rinvenuto in una località del Brasile centromeridionale: nel territorio della catena montuosa di Serra dos Órgãos, nello stato di Rio de Janeiro.

## Tassonomia
Non sono stati esaminati esemplari di questa specie dal 1991
Attualmente, a dicembre 2013, non sono note sottospecie